# پهنه زندگی
مفهوم پهنه زندگی (به انگلیسی: Life zone) توسط سی هارت مریام در سال ۱۸۸۹ به عنوان وسیله‌ای برای توصیف مناطق با جوامع گیاهی و جانوری مشابه توسعه یافت. مریام دید که تغییر در این جوامع با افزایش عرض جغرافیایی در یک ارتفاع ثابت مشابه تغییری است که با افزایش ارتفاع در عرض جغرافیایی ثابت مشاهده می‌شود.
پهنه‌های زندگی که مریام شناسایی کرد، بیشتر برای غرب آمریکای شمالی کاربرد دارند، که در قله‌های سانفرانسیسکو، آریزونا و محدوده کسکیدز در شمال غربی ایالات متحده توسعه یافته‌اند. وی تلاش کرد تا سیستمی را توسعه دهد که در سراسر قاره آمریکای شمالی قابل اجرا باشد، اما به ندرت به این سیستم اشاره می‌شود.
پهنه‌های زندگی که مریام شناسایی کرد، همراه با گیاهان خاص، به شرح زیر است:
- سونوران پایین (کویر دشتی و گرم): بوته قطران، درخت جاشوا
- سونوران بالا (استپ بیابانی یا بیشه‌زارهای چاپارال): درمنه، بلوط بوته‌ای، کاج کلرادو، ارس یوتا
- گذار (درختزارهای باز): کاج پوندروزا
- کانادایی (جنگل صنوبر Fir): صنوبر داگلاس کوه راکی، آسپن لرزان
- هادسونی (جنگل صنوبر Spruce): صنوبر انگلمن، کاج بریستلکون کوه‌های راکی
- شمالگان-آلپی (چمنزارهای آلپی یا توندرا): گلسنگ و چمن